# Алекса Морено
Алекса Морено (англ. Alexa Citlali Moreno Medina, нар. 8 серпня 1994, Мехікалі, Мексика) — мексиканська гімнастка. Учасниця Олімпійських ігор. Перша в історії Мексики призерка чемпіонату світу.

## Біографія
Народилась в Мехікалі, Мексика.
Вивчає архітектуру в університеті.
У 2019 році посіла перше місце в номінації "Жінка року" опитування газети "El Financiero", а в 2020 році потрапила до 100 впливовіших мексиканських жінок "Forbes".

## Спортивна кар'єра
З трьох років відвідує секцію спортивної гімнастики через непосидючість та значну активність.
З 2015 року тренується під керівництвом іспанського спеціаліста Альфреда Гуета, який підготував двократного олімпійського чемпіона в опорному стрибку Хервасіо Деферра. З 2019 року над вправою на колоді та хореографією працює з Карлою Ретіз.

#### 2016
За три тижні до ігор розірвала м'яз, але встигла відновитися.
На Олімпійські ігри 2016 в Ріо-де-Жанейро, Бразилія, в кваліфікації опорного стрибка була дванадцятою. Під час виступу стикнулась з образливими коментарями в соціальних мережах щодо невідповідності зовнішнього виду статусу спортивної гімнастки. Коментарі засмутили, але не змінили ставлення до спорту та свого місця в ньому.
Після Олімпійських ігор взяла паузу в спортивній кар'єрі для здобуття освіти архітектора.

#### 2018
Через дев'ять місяців після відновлення спортивної кар'єри в Досі, Катар, на чемпіонаті світу здобула першу в історії гімнастики Мексики бронзову нагороду в опорному стрибку.

#### 2019
На чемпіонаті Мексики під час виконання вправи на колоді отримала травму голови, що призвело до зняття з Панамериканського чемпіонату в Лімі, Перу.
На чемпіонаті світу 2019 року посіла в багатоборстві сорокове місце, що дозволило здобули особисту олімпійську ліцензію на Літні Олімпійські ігри 2020 у Токіо, Японія. В фіналі опорного стрибка стала шостою.
2020
Під час пандемії коронавірусу три місяці не тренувалась в залі, форму підтримувала бігом. Стабілізувалась ситуація з тренуваннями в кінці року.

## Результати на турнірах
| Рік  | Змагання                   | КБ | ІБ | Опорний стрибок | Різновисокі бруси | Колода | Вільні вправи |
| ---- | -------------------------- | -- | -- | --------------- | ----------------- | ------ | ------------- |
| 2010 | Чемпіонат світу            | 21 |    |                 |                   |        |               |
| 2011 | Панамериканські ігри       | 3  |    |                 |                   |        |               |
| 2011 | Чемпіонат світу            |    |    | 7               |                   |        |               |
| 2014 | Панамериканський чемпіонат | 3  |    |                 |                   |        |               |
| 2014 | Чемпіонат світу            |    |    | 7               |                   |        |               |
| 2015 | Чемпіонат світу            |    |    | 7               |                   |        |               |
| 2016 | Олімпійські ігри           |    |    | 12              |                   |        |               |
| 2018 | Чемпіонат світу            |    |    | 3               |                   |        |               |
| 2018 | Кубок світу. Котбус        |    |    | 4               |                   |        |               |
| 2019 | Кубок світу. Мельбурн      |    |    | 4               |                   |        |               |
| 2019 | Кубок світу. Баку          |    |    | 3               |                   |        |               |
| 2019 | Кубок світу. Доха          |    |    | 4               |                   |        |               |
| 2019 | Панамериканські ігри       | 3  |    |                 |                   |        |               |
| 2019 | Чемпіонат світу            |    |    | 6               |                   |        |               |
| 2021 | Олімпійські ігри           |    |    | 4               |                   |        |               |